# Aleksandr Syczow
Aleksandr Borisowicz Syczow, ros. Александр Борисович Сычёв (ur. 24 lutego 1973 w Czelabińsku) – rosyjski hokeista. Trener hokejowy.

## Kariera zawodnicza
- Mieczeł Czelabińsk (1990-1994)
- UralAZ Miass (1994-1998)
- Kristałł Elektrostal (1998-1999)
- Nieftiechimik Niżniekamsk (1999-2000)
- Mietałłurg Magnitogorsk (2000-2001)
- Mietałłurg 2 Magnitogorsk (2000-2001)
- Mieczeł Czelabińsk (2001-2002)
- Nieftiechimik Niżniekamsk (2002/2003)
- Traktor Czelabińsk (2002/2003)
- Mołot-Prikamje Perm (2003-2004)
- Mieczeł Czelabińsk (2004)
- Eniergija Kiemierowo (2004)
- Dynama Mińsk (2004-2005)
- Eniergija Kiemierowo (2005)
- Zauralje Kurgan (2005-2006)
- TKH Toruń (2006)
- Zagłębie Sosnowiec (2006)
- Berkut Browary (2006/2007)
- Iżstal Iżewsk (2007-2008)
- Kristałł-Jugra Biełojarskij (2008-2009)

Grał w lidze polskiej: w pierwszej części sezonu 2006/2007 w barwach drużyn z Torunia i Sosnowca.

## Kariera trenerska
- MHK Mieczeł Czelabińsk (2014-2015), główny trener

Podjął pracę trenera drużyny MHK Mieczeł Czelabińsk w juniorskich rozgrywkach MHL-B.

## Sukcesy
Klubowe
- Złoty medal mistrzostw Rosji: 2001 z Mietałłurgiem Magnitogorsk
- Brązowy medal mistrzostw Rosji: 2002 z Mietałłurgiem Magnitogorsk
- Złoty medal wyższej ligi: 2004 z Mołotem-Prikamje Perm
- Srebrny medal mistrzostw Ukrainy: 2007 z Berkutem Browary